# Belvaux (Luxembourg)
Pour les articles homonymes, voir Belvaux (homonymie).
Belvaux (en luxembourgeois : Bieles  et en allemand : Beles) est une section de la commune luxembourgeoise de Sanem située dans le canton d'Esch-sur-Alzette.
Le siège administratif de la commune s’y trouve.

## Géographie
Belvaux est délimitée au sud par la frontière française qui la sépare du village français de Rédange au sud-ouest.
On y trouve les gares de Belvaux-Soleuvre, de Belval-Rédange et de Belval-Lycée.

## Histoire
Les championnats du monde de cyclo-cross 2017 y sont organisés.

## Lieux et monuments

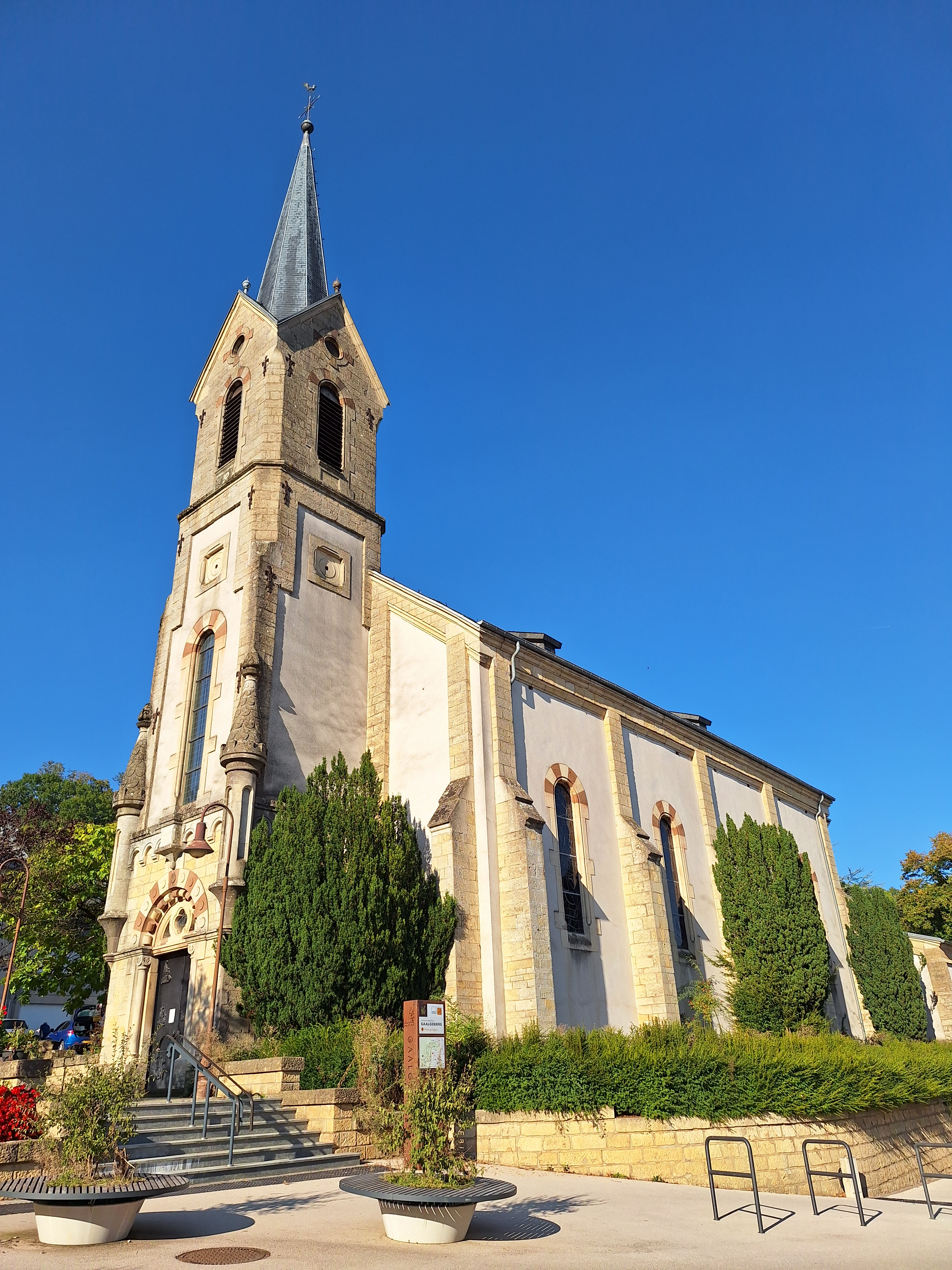
Église Saints Pierre et Paul.

- Église Saints Pierre et Paul.

## Personnalités liées à la localité
Le lanceur de poids Bob Bertemes y a grandi.